# Trichomacronema elegans
Trichomacronema elegans là một loài Trichoptera thuộc họ Hydropsychidae. Chúng phân bố ở miền Ấn Độ - Mã Lai.